# Сальтисон
Сальтисо́н, також сальцесо́н, сальтісон (біл. сальцісон; пол. salceson), — страва білоруської, польської та української кухні. Добре вимочений і вичищений свинячий шлунок, начинений злегка привареним і посіченим свинячим м'ясом, щоковиною, салом, вухами, підчеревиною, змішаними з часником, перцем і сіллю, потім обварений і тушкований у печі. Його тримали під гнітом, щоб позбавити зайвої вологи. Їли з хріном. 
Ця страва не була такою престижною, як ковбаси, і споживали її протягом усіх м'ясниць на повсякдень. Зазвичай готують під час забою свиней.
Кулінарний портал Taste Atlas у 2023 році назвав сальтисон найгіршим м'ясним продуктом у світі.

## Див. також

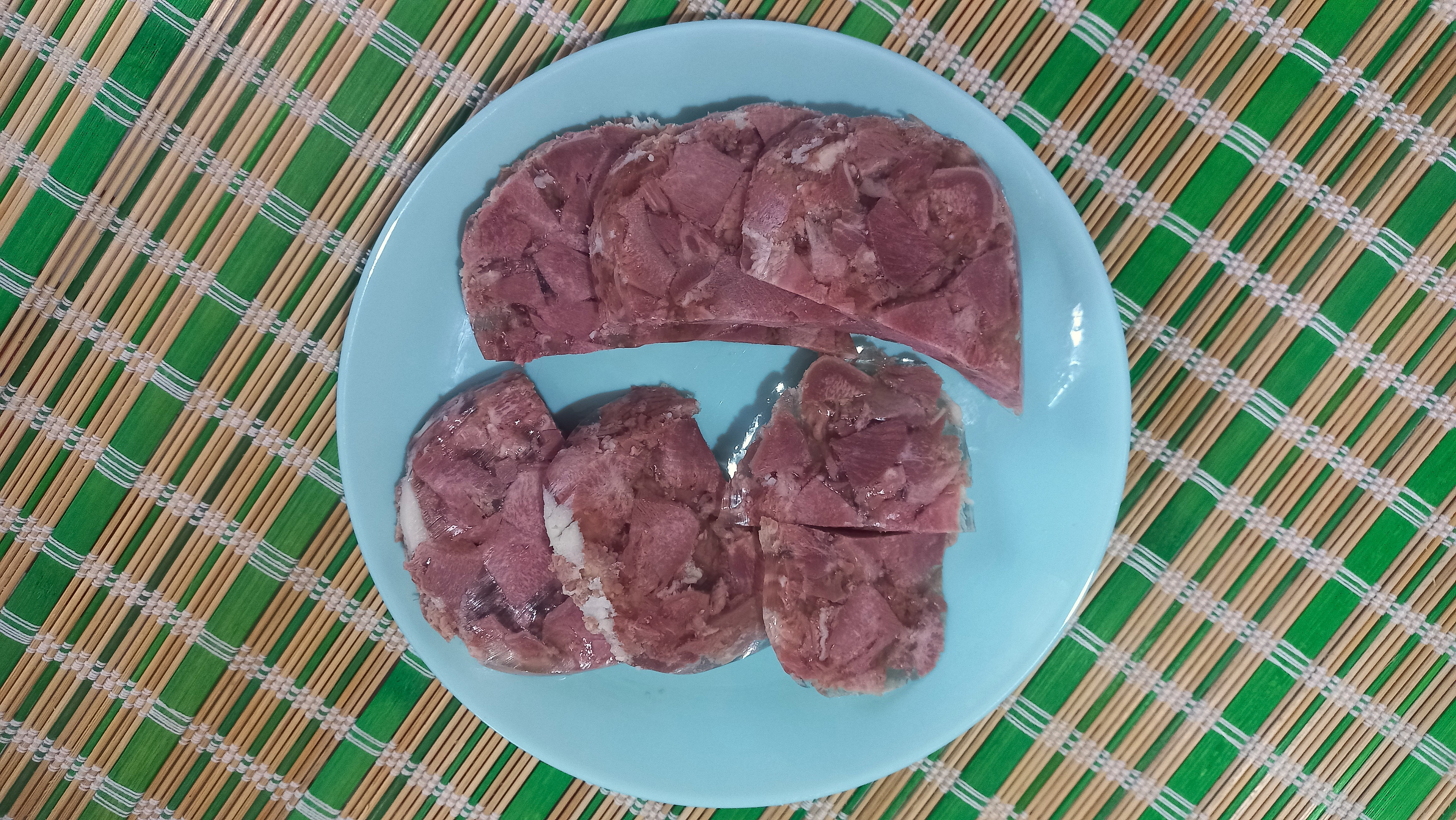
Сальтисон з язиком